# Helge Jean Ragnar
Helge Jean Ragnar Lundmark, född 17 juni 1924 i Umeå, död 20 oktober 2014, var en svensk konstnär under namnet Jean Ragnar.
Han var son till köpmannen Seth Oscar Ragnar Lundmark och Thyra Emelia Danielsson och från 1953 gift med Sonja Ingrid Marianne Andersson. Han var 14 år när han ställde ut första gången på Nationalmuseums utställning för ungdom 1938. Under sin skoltid vid folkskolan inledde han studier i teckning för Bertil Johansson-Bajo, men var huvudsakligen autodidakt som konstnär, inspirerad av studieresor till Frankrike och Spanien. Han utbildade sig först till fotograf samt retuschör och arbetade en period vid Umebladet och Stadsarkitektens kontor innan han på slutet av 1940-talet blev heltidskonstnär. Han medverkade i Nationalmuseums utställning Unga tecknare samt i Västerbottens läns konstförenings utställningar. Separat ställde han ut i Jörn och på Västerbottens Museum i Umeå. Bland hans offentliga arbeten märks ett porträtt av Sara Lidman för  stadsbiblioteket i Umeå. Hans konst består av stilleben, figurframställningar, porträtt och landskap i olja, pastell och akryl. Jean Ragnar är representerad vid Västerbottens Museum.

### Fotnoter
1. ↑  Helge Jean Ragnar Lundmark, Sörfors, Umeå Arkiverad 1 december 2016 hämtat från the Wayback Machine. Minnesord i Västerbottens-Kuriren 6 november 2014. Läst 1 december 2016.
2. ↑  Söker efter det osynliga Arkiverad 1 december 2016 hämtat från the Wayback Machine. Västerbottens-Kuriren 18 augusti 2012. Läst 1 december 2016.